# Гаджев, Владимир
Влади́мир Га́джев (болг. Владимир Гаджев; 18 июля 1987, Пазарджик, Болгария) — болгарский футболист. Выступал в сборной Болгарии.

## Карьера
В 2008 клуб «Левски» взял Гаджева в аренду у «Панатинаикоса». За срок аренды Владимир сыграл за Синих 23 матча и забил 1 гол. Поэтому контракт болгарина софийский клуб решил выкупить, и уже с 2009 года Гаджев являлся полноценным игроком «Левски», а также вице-капитаном команды.

## Достижения
- A PFG: 2009
- Суперкубок Болгарии: 2009